# 4 Heures de Spa-Francorchamps 2024
Navigation
Édition précédente Édition suivante
Les 4 Heures de Spa-Francorchamps 2024, disputées le 25 août 2024 sur le Circuit de Spa-Francorchamps sont la quatrième manche de l'European Le Mans Series 2024.

## Course

### Classement de la course
Voici le classement final au terme de la course.
- Les vainqueurs de chaque catégorie sont signalés par un fond jauni.
- Pour la colonne Pneus, il faut passer le curseur au-dessus du modèle pour connaître le manufacturier de pneumatiques.

| Pos                        | Classe      | no             | Écurie                                                   | Pilotes                                                         | Châssis                            | Pneus | Tours           | Temps               |
| Pos                        | Classe      | no             | Écurie                                                   | Pilotes                                                         | Moteur                             | Pneus | Tours           | Temps               |
| -------------------------- | ----------- | -------------- | -------------------------------------------------------- | --------------------------------------------------------------- | ---------------------------------- | ----- | --------------- | ------------------- |
| 1                          | LMP2        | 14             | AO par TF                                                | Jonny Edgar Louis Delétraz Robert Kubica                        | Oreca 07                           | G     | 95              | 4 h 01 min 28 s 729 |
| 1                          | LMP2        | 14             | AO par TF                                                | Jonny Edgar Louis Delétraz Robert Kubica                        | Gibson GK428 4,2 l V8 Atmo         | G     | 95              | 4 h 01 min 28 s 729 |
| 2                          | LMP2        | 43             | Inter Europol Competition                                | Sebastián Álvarez (en) Vladislav Lomko Tom Dillmann             | Oreca 07                           | G     | 95              | + 1 s 100           |
| 2                          | LMP2        | 43             | Inter Europol Competition                                | Sebastián Álvarez (en) Vladislav Lomko Tom Dillmann             | Gibson GK428 4,2 l V8 Atmo         | G     | 95              | + 1 s 100           |
| 3                          | LMP2        | 28             | IDEC Sport                                               | Marcos Siebert Reshad de Gerus Job van Uitert                   | Oreca 07                           | G     | 95              | + 32 s 436          |
| 3                          | LMP2        | 28             | IDEC Sport                                               | Marcos Siebert Reshad de Gerus Job van Uitert                   | Gibson GK428 4,2 l V8 Atmo         | G     | 95              | + 32 s 436          |
| 4                          | LMP2        | 34             | Inter Europol Competition                                | Oliver Gray Clément Novalak Luca Ghiotto                        | Oreca 07                           | G     | 95              | + 33 s 731          |
| 4                          | LMP2        | 34             | Inter Europol Competition                                | Oliver Gray Clément Novalak Luca Ghiotto                        | Gibson GK428 4,2 l V8 Atmo         | G     | 95              | + 33 s 731          |
| 5                          | LMP2        | 37             | COOL Racing                                              | Lorenzo Fluxá Malthe Jakobsen Ritomo Miyata                     | Oreca 07                           | G     | 95              | + 45 s 658          |
| 5                          | LMP2        | 37             | COOL Racing                                              | Lorenzo Fluxá Malthe Jakobsen Ritomo Miyata                     | Gibson GK428 4,2 l V8 Atmo         | G     | 95              | + 45 s 658          |
| 6                          | LMP2        | 65             | Panis Racing                                             | Manuel Maldonado Charles Milesi Arthur Leclerc                  | Oreca 07                           | G     | 95              | + 47 s 273          |
| 6                          | LMP2        | 65             | Panis Racing                                             | Manuel Maldonado Charles Milesi Arthur Leclerc                  | Gibson GK428 4,2 l V8 Atmo         | G     | 95              | + 47 s 273          |
| 7                          | LMP2        | 9              | Iron Lynx – Proton                                       | Jonas Ried Macéo Capietto Matteo Cairoli                        | Oreca 07                           | G     | 95              | + 57 s 022          |
| 7                          | LMP2        | 9              | Iron Lynx – Proton                                       | Jonas Ried Macéo Capietto Matteo Cairoli                        | Gibson GK428 4,2 l V8 Atmo         | G     | 95              | + 57 s 022          |
| 8                          | LMP2 Pro/Am | 83             | AF Corse                                                 | François Perrodo Matthieu Vaxivière Alessio Rovera              | Oreca 07                           | G     | 95              | + 1 min 01 s 303    |
| 8                          | LMP2 Pro/Am | 83             | AF Corse                                                 | François Perrodo Matthieu Vaxivière Alessio Rovera              | Gibson GK428 4,2 l V8 Atmo         | G     | 95              | + 1 min 01 s 303    |
| 9                          | LMP2 Pro/Am | 77             | Proton Competition                                       | Giorgio Roda Bent Viscaal René Binder                           | Oreca 07                           | G     | 95              | + 1 min 18 s 608    |
| 9                          | LMP2 Pro/Am | 77             | Proton Competition                                       | Giorgio Roda Bent Viscaal René Binder                           | Gibson GK428 4,2 l V8 Atmo         | G     | 95              | + 1 min 18 s 608    |
| 10                         | LMP2        | 10             | Vector Sport                                             | Ryan Cullen Stéphane Richelmi Felipe Drugovich                  | Oreca 07                           | G     | 95              | + 1 min 25 s 528    |
| 10                         | LMP2        | 10             | Vector Sport                                             | Ryan Cullen Stéphane Richelmi Felipe Drugovich                  | Gibson GK428 4,2 l V8 Atmo         | G     | 95              | + 1 min 25 s 528    |
| 11                         | LMP2 Pro/Am | 20             | Algarve Pro Racing                                       | Kriton Lentoudis Richard Bradley Alex Quinn                     | Oreca 07                           | G     | 95              | + 1 min 26 s 750    |
| 11                         | LMP2 Pro/Am | 20             | Algarve Pro Racing                                       | Kriton Lentoudis Richard Bradley Alex Quinn                     | Gibson GK428 4,2 l V8 Atmo         | G     | 95              | + 1 min 26 s 750    |
| 12                         | LMP2        | 22             | United Autosports                                        | Filip Ugran Marino Sato Benjamin Hanley                         | Oreca 07                           | G     | 95              | + 1 min 29 s 917    |
| 12                         | LMP2        | 22             | United Autosports                                        | Filip Ugran Marino Sato Benjamin Hanley                         | Gibson GK428 4,2 l V8 Atmo         | G     | 95              | + 1 min 29 s 917    |
| 13                         | LMP2 Pro/Am | 24             | Nielsen Racing                                           | John Falb Colin Noble Nicholas Yelloly                          | Oreca 07                           | G     | 95              | + 1 min 30 s 457    |
| 13                         | LMP2 Pro/Am | 24             | Nielsen Racing                                           | John Falb Colin Noble Nicholas Yelloly                          | Gibson GK428 4,2 l V8 Atmo         | G     | 95              | + 1 min 30 s 457    |
| 14                         | LMP2        | 23             | United Autosports                                        | Bijoy Garg (en) Fabio Scherer Paul di Resta                     | Oreca 07                           | G     | 95              | + 1 min 32 s 574    |
| 14                         | LMP2        | 23             | United Autosports                                        | Bijoy Garg (en) Fabio Scherer Paul di Resta                     | Gibson GK428 4,2 l V8 Atmo         | G     | 95              | + 1 min 32 s 574    |
| 15                         | LMP2 Pro/Am | 3              | DKR Engineering                                          | Andres Latorre Canon Cem Bölükbaşı Laurents Hörr                | Oreca 07                           | G     | 95              | + 1 min 43 s 810    |
| 15                         | LMP2 Pro/Am | 3              | DKR Engineering                                          | Andres Latorre Canon Cem Bölükbaşı Laurents Hörr                | Gibson GK428 4,2 l V8 Atmo         | G     | 95              | + 1 min 43 s 810    |
| 16                         | LMP2 Pro/Am | 21             | United Autosports                                        | Daniel Schneider Andrew Meyrick Filipe Albuquerque              | Oreca 07                           | G     | 95              | + 1 min 52 s 067    |
| 16                         | LMP2 Pro/Am | 21             | United Autosports                                        | Daniel Schneider Andrew Meyrick Filipe Albuquerque              | Gibson GK428 4,2 l V8 Atmo         | G     | 95              | + 1 min 52 s 067    |
| 17                         | LMP2 Pro/Am | 19             | Team Virage                                              | Anthony Wells Wayne Boyd Tristan Vautier                        | Oreca 07                           | G     | 95              | + 1 min 59 s 492    |
| 17                         | LMP2 Pro/Am | 19             | Team Virage                                              | Anthony Wells Wayne Boyd Tristan Vautier                        | Gibson GK428 4,2 l V8 Atmo         | G     | 95              | + 1 min 59 s 492    |
| 18                         | LMP2        | 47             | COOL Racing                                              | Carl Bennett Ferdinand Habsburg Frederik Vesti                  | Oreca 07                           | G     | 95              | + 2 min 07 s 150    |
| 18                         | LMP2        | 47             | COOL Racing                                              | Carl Bennett Ferdinand Habsburg Frederik Vesti                  | Gibson GK428 4,2 l V8 Atmo         | G     | 95              | + 2 min 07 s 150    |
| 19                         | LMP2        | 30             | Duqueine Team                                            | Rasmus Lindh (en) Jean-Baptiste Simmenauer James Allen          | Oreca 07                           | G     | 94              | + 1 Tour            |
| 19                         | LMP2        | 30             | Duqueine Team                                            | Rasmus Lindh (en) Jean-Baptiste Simmenauer James Allen          | Gibson GK428 4,2 l V8 Atmo         | G     | 94              | + 1 Tour            |
| 20                         | LMP2        | 27             | Nielsen Racing                                           | David Heinemeier Hansson Benjamin Pedersen (en) William Stevens | Oreca 07                           | G     | 94              | + 1 Tour            |
| 20                         | LMP2        | 27             | Nielsen Racing                                           | David Heinemeier Hansson Benjamin Pedersen (en) William Stevens | Gibson GK428 4,2 l V8 Atmo         | G     | 94              | + 1 Tour            |
| 21                         | LMP2        | 25             | Algarve Pro Racing                                       | Matthias Kaiser Olli Caldwell Alexander Lynn                    | Oreca 07                           | G     | 92              | + 3 Tours           |
| 21                         | LMP2        | 25             | Algarve Pro Racing                                       | Matthias Kaiser Olli Caldwell Alexander Lynn                    | Gibson GK428 4,2 l V8 Atmo         | G     | 92              | + 3 Tours           |
| 22                         | LMP3        | 11             | Eurointernational                                        | Matthew Bell Adam Ali (en)                                      | Ligier JS P320                     | M     | 91              | + 4 Tours           |
| 22                         | LMP3        | 11             | Eurointernational                                        | Matthew Bell Adam Ali (en)                                      | Nissan VK56 5,6 l V8 Atmo          | M     | 91              | + 4 Tours           |
| 23                         | LMP3        | 31             | Racing Spirit of Léman                                   | Jacques Wolff Jean-Ludovic Foubert Antoine Doquin               | Ligier JS P320                     | M     | 91              | + 4 Tours           |
| 23                         | LMP3        | 31             | Racing Spirit of Léman                                   | Jacques Wolff Jean-Ludovic Foubert Antoine Doquin               | Nissan VK56 5,6 l V8 Atmo          | M     | 91              | + 4 Tours           |
| 24                         | LMP3        | 17             | COOL Racing                                              | Miguel Cristóvão Cédric Oltramare Manuel Espírito Santo (en)    | Ligier JS P320                     | M     | 91              | + 4 Tours           |
| 24                         | LMP3        | 17             | COOL Racing                                              | Miguel Cristóvão Cédric Oltramare Manuel Espírito Santo (en)    | Nissan VK56 5,6 l V8 Atmo          | M     | 91              | + 4 Tours           |
| 25                         | LMP3        | 15             | RLR Msport                                               | Michael Jensen Nick Adcock Gaël Julien (en)                     | Ligier JS P320                     | M     | 91              | + 4 Tours           |
| 25                         | LMP3        | 15             | RLR Msport                                               | Michael Jensen Nick Adcock Gaël Julien (en)                     | Nissan VK56 5,6 l V8 Atmo          | M     | 91              | + 4 Tours           |
| 26                         | LMP3        | 35             | Ultimate                                                 | Louis Rossi Jean-Baptiste Lahaye (de) Matthieu Lahaye           | Ligier JS P320                     | M     | 91              | + 4 Tours           |
| 26                         | LMP3        | 35             | Ultimate                                                 | Louis Rossi Jean-Baptiste Lahaye (de) Matthieu Lahaye           | Nissan VK56 5,6 l V8 Atmo          | M     | 91              | + 4 Tours           |
| 27                         | LMP3        | 8              | Team Virage                                              | Julien Gerbi Bernardo Pinheiro (en) Gillian Henrion (en)        | Ligier JS P320                     | M     | 91              | + 4 Tours           |
| 27                         | LMP3        | 8              | Team Virage                                              | Julien Gerbi Bernardo Pinheiro (en) Gillian Henrion (en)        | Nissan VK56 5,6 l V8 Atmo          | M     | 91              | + 4 Tours           |
| 28                         | LMP3        | 4              | DKR Engineering                                          | Alexander Mattschull (de) Wyatt Brichacek (en)                  | Duqueine M30-D08                   | M     | 91              | + 4 Tours           |
| 28                         | LMP3        | 4              | DKR Engineering                                          | Alexander Mattschull (de) Wyatt Brichacek (en)                  | Nissan VK56 5,6 l V8 Atmo          | M     | 91              | + 4 Tours           |
| 29                         | LMP3        | 12             | WTM par Rinaldi Racing                                   | Torsten Kratz Leonard Weiss Óscar Tunjo                         | Duqueine M30-D08                   | M     | 91              | + 4 Tours           |
| 29                         | LMP3        | 12             | WTM par Rinaldi Racing                                   | Torsten Kratz Leonard Weiss Óscar Tunjo                         | Nissan VK56 5,6 l V8 Atmo          | M     | 91              | + 4 Tours           |
| 30                         | LMP3        | 88             | Inter Europol Competition                                | Alexander Bukhantsov Kai Askey Pedro Perino                     | Ligier JS P320                     | M     | 91              | + 4 Tours           |
| 30                         | LMP3        | 88             | Inter Europol Competition                                | Alexander Bukhantsov Kai Askey Pedro Perino                     | Nissan VK56 5,6 l V8 Atmo          | M     | 91              | + 4 Tours           |
| 31                         | LMP3        | 5              | RLR Msport                                               | James Dayson Daniel Ali Bailey Voisin (en)                      | Ligier JS P320                     | M     | 90              | + 5 Tours           |
| 31                         | LMP3        | 5              | RLR Msport                                               | James Dayson Daniel Ali Bailey Voisin (en)                      | Nissan VK56 5,6 l V8 Atmo          | M     | 90              | + 5 Tours           |
| 32                         | LMGT3       | 57             | Kessel Racing                                            | Takeshi Kimura Esteban Masson Daniel Serra                      | Ferrari 296 LMGT3                  | G     | 89              | + 6 Tours           |
| 32                         | LMGT3       | 57             | Kessel Racing                                            | Takeshi Kimura Esteban Masson Daniel Serra                      | Ferrari F163 3,0 L V6 Turbo        | G     | 89              | + 6 Tours           |
| 33                         | LMGT3       | 86             | GR Racing                                                | Michael Wainwright Riccardo Pera Davide Rigon                   | Ferrari 296 LMGT3                  | G     | 88              | + 7 Tours           |
| 33                         | LMGT3       | 86             | GR Racing                                                | Michael Wainwright Riccardo Pera Davide Rigon                   | Ferrari F163 3,0 L V6 Turbo        | G     | 88              | + 7 Tours           |
| 34                         | LMGT3       | 51             | AF Corse                                                 | Charles-Henri Samani Emmanuel Collard Nicolás Varrone (en)      | Ferrari 296 LMGT3                  | G     | 88              | + 7 Tours           |
| 34                         | LMGT3       | 51             | AF Corse                                                 | Charles-Henri Samani Emmanuel Collard Nicolás Varrone (en)      | Ferrari F163 3,0 L V6 Turbo        | G     | 88              | + 7 Tours           |
| 35                         | LMGT3       | 59             | Racing Spirit of Léman                                   | Derek DeBoer Casper Stevenson (en) Valentin Hasse-Clot (de)     | Aston Martin Vantage AMR LMGT3     | G     | 88              | + 7 Tours           |
| 35                         | LMGT3       | 59             | Racing Spirit of Léman                                   | Derek DeBoer Casper Stevenson (en) Valentin Hasse-Clot (de)     | Aston Martin M177 4,0 L V8 Turbo   | G     | 88              | + 7 Tours           |
| 36                         | LMGT3       | 97             | Grid Motorsport par TF                                   | Martin Berry Lorcan Hanafin Jonathan Adam                       | Aston Martin Vantage AMR LMGT3     | G     | 88              | + 7 Tours           |
| 36                         | LMGT3       | 97             | Grid Motorsport par TF                                   | Martin Berry Lorcan Hanafin Jonathan Adam                       | Aston Martin M177 4,0 L V8 Turbo   | G     | 88              | + 7 Tours           |
| 37                         | LMGT3       | 60             | Proton Competition                                       | Claudio Schiavoni Matteo Cressoni Julien Andlauer               | Porsche 911 GT3 R LMGT3            | G     | 87              | + 8 Tours           |
| 37                         | LMGT3       | 60             | Proton Competition                                       | Claudio Schiavoni Matteo Cressoni Julien Andlauer               | Porsche M97/80 4,2 L Flat Six Atmo | G     | 87              | + 8 Tours           |
| Non classé                 |             |                |                                                          |                                                                 |                                    |       |                 |                     |
|                            | LMP2 Pro/Am | 29             | Richard Mille par TDS                                    | Rodrigo Sales Mathias Beche Grégoire Saucy                      | Oreca 07                           | G     | 31              |                     |
| Gibson GK428 4,2 l V8 Atmo | LMP2 Pro/Am | 29             | Richard Mille par TDS                                    | Rodrigo Sales Mathias Beche Grégoire Saucy                      |                                    | G     | 31              |                     |
| LMGT3                      | 50          | Formula Racing | Johnny Laursen (en) Conrad Laursen Nicklas Nielsen       | Ferrari 296 LMGT3                                               | G                                  | 30    | Endommagement   |                     |
| LMGT3                      | 50          | Formula Racing | Johnny Laursen (en) Conrad Laursen Nicklas Nielsen       | Ferrari F163 3,0 L V6 Turbo                                     | G                                  | 30    | Endommagement   |                     |
| LMGT3                      | 63          | Iron Lynx      | Hiroshi Hamaguchi (en) Axcil Jefferies Andrea Caldarelli | Lamborghini Huracan LMGT3 Evo2                                  | G                                  | 25    | Contact         |                     |
| LMGT3                      | 63          | Iron Lynx      | Hiroshi Hamaguchi (en) Axcil Jefferies Andrea Caldarelli | Lamborghini DGF 5,2 L V10 Atmo                                  | G                                  | 25    | Contact         |                     |
| LMGT3                      | 85          | Iron Dames     | Sarah Bovy Rahel Frey Michelle Gatting                   | Porsche 911 GT3 R LMGT3                                         | G                                  | 25    | Contact         |                     |
| LMGT3                      | 85          | Iron Dames     | Sarah Bovy Rahel Frey Michelle Gatting                   | Porsche M97/80 4,2 L Flat Six Atmo                              | G                                  | 25    | Contact         |                     |
| LMGT3                      | 55          | Spirit of Race | Duncan Cameron David Perel Matthew Griffin               | Ferrari 296 LMGT3                                               | G                                  | 19    | Contact         |                     |
| LMGT3                      | 55          | Spirit of Race | Duncan Cameron David Perel Matthew Griffin               | Ferrari F163 3,0 L V6 Turbo                                     | G                                  | 19    | Contact         |                     |
| LMGT3                      | 66          | JMW Motorsport | John Hartshorne Ben Tuck Phil Keen                       | Ferrari 296 LMGT3                                               | G                                  | 5     | Sortie de piste |                     |
| LMGT3                      | 66          | JMW Motorsport | John Hartshorne Ben Tuck Phil Keen                       | Ferrari F163 3,0 L V6 Turbo                                     | G                                  | 5     | Sortie de piste |                     |

## Pole position et record du tour
- Pole position :
- Meilleur tour en course :

## À noter
- Longueur du circuit :
- Distance parcourue par les vainqueurs :